# Wolfgang Zech
Wolfgang Zech (* 30. Juli 1937 in Rosenheim) ist ein deutscher Bodenkundler und war von 1976 bis 2005 Ordinarius für Bodenkunde und Bodengeographie an der Universität Bayreuth.

## Leben und Werk
Nach dem Abitur studierte Wolfgang Zech ab 1957 Chemie, Leibeserziehung (Sport) und Geographie an der Ludwig-Maximilians-Universität (LMU) München und legte 1961 und 1962 die Wissenschaftliche Lehramtsprüfung in diesen Fächern ab. 1961 bis 1963 absolvierte er das Referendariat für das Lehramt an Gymnasien in Bayern und bestand die Zweite Lehramtsprüfung mit Auszeichnung. Von 1963 bis 1976 war er Wissenschaftlicher Assistent am Institut für Bodenkunde und Standortslehre der LMU bei Willi Laatsch sowie nach dessen Emeritierung 1971 bei Karl-Eugen Rehfuess.  Bei Willi Laatsch promovierte er 1968 zum Dr. rer. nat. mit dem Thema „Kalkhaltige Böden als Nährsubstrat für Koniferen. Ökologische Studien in Süddeutschland“  und habilitierte sich 1972 mit einer Arbeit über „Relationships between soil and relief properties and the growth performance of Pinus brutia in South Anatolia“.
1976 wurde er auf den neugeschaffenen Lehrstuhl für Bodenkunde und Bodengeographie an der 1972 gegründeten Universität Bayreuth berufen. Er gehörte zu den Pionieren bei der Entwicklung des neuen Studiengangs Geoökologie und baute den Studiengang African development studies in Geography an der Universität Bayreuth mit auf. Seine Forschungsschwerpunkte sind tropische Böden (v. a. Ferralsole), Gebirgsböden (v. a. Leptosole), anthropogene Böden (v. a. Anthrosole), organische Substanz (Humus) und Bodenkontamination. Er ist Autor von 356 (Stand: 2017) wissenschaftlichen Artikeln und betreute zahlreiche Doktorarbeiten. Acht seiner Schülerinnen und Schüler wurden Professoren.

## Auszeichnungen
- 2015: Ehrenmitglied der Deutschen Bodenkundlichen Gesellschaft

## Bücher von Wolfgang Zech
- G. Hintermaier-Erhard, W. Zech: Wörterbuch der Bodenkunde. Enke, Stuttgart 1997. ISBN 3-432-29971-0.
- W. Zech, G. Hintermaier-Erhard: Böden der Welt. Spektrum, Heidelberg 2002. ISBN 3-8274-1348-6.
- W. Zech, P. Schad, G. Hintermaier-Erhard: Böden der Welt. 2. Auflage. Springer-Spektrum, Heidelberg 2014. ISBN 978-3-642-36574-4.
- W. Zech, P. Schad, G. Hintermaier-Erhard: Soils of the World. Springer, Berlin 2022. ISBN 978-3-540-30460-9.